# 伊茲馬爾科沃區

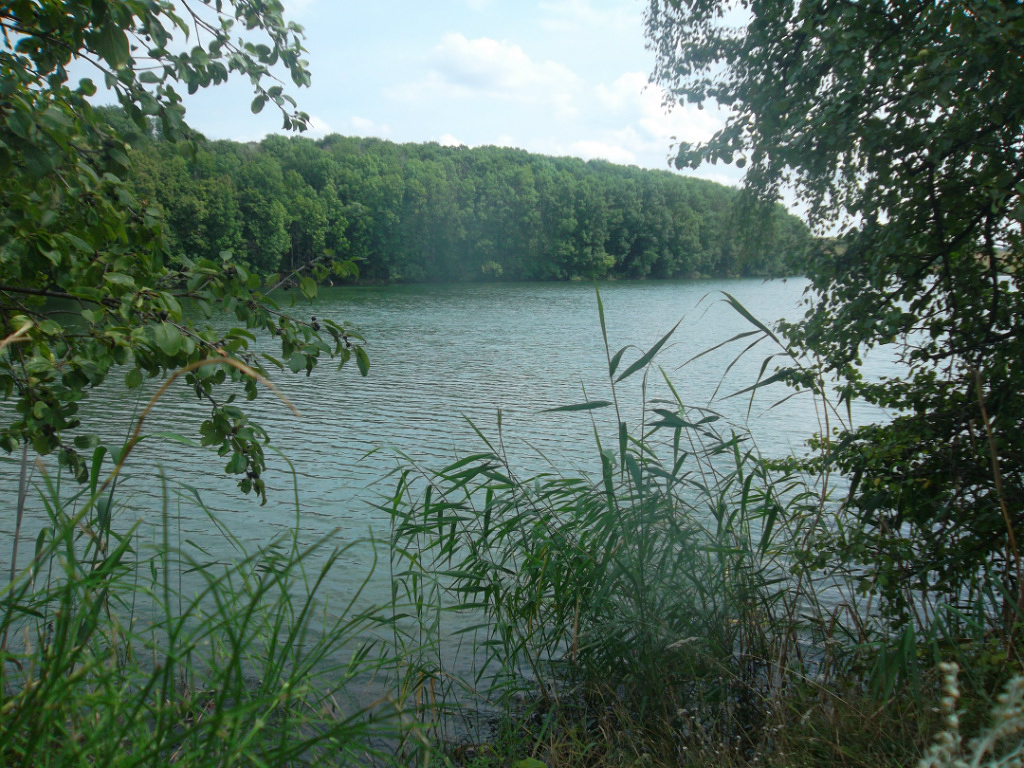
伊茲馬爾科沃區

52°41′21″N 37°58′47″E / 52.68917°N 37.97972°E
伊茲馬爾科沃區（俄语：Измалковский район），是俄羅斯的一個區，位於該國西部，由利佩茨克州負責管轄，面積1,130平方公里，2010年人口17,281，人口密度每平方公里15.29人。